# گورستان پیر میکائیل
قبرستان پیر میکائیل مربوط به دوره قاجار است و در شهرستان اسلام‌آباد غرب، بخش مرکزی، دهستان حومه شمالی، ۵۰۰ متری شمال شرقی روستای مله امیرخان واقع شده و این اثر در تاریخ ۲۶ اسفند ۱۳۸۷ با شمارهٔ ثبت ۲۵۶۷۶ به‌عنوان یکی از آثار ملی ایران به ثبت رسیده است.